# Aepophilus bonnairei
Aepophilus bonnairei ist eine Wanzenart der Meeresküsten des Ostatlantiks. Es handelt sich um die einzige Art der Gattung Aepophilus wie auch der Familie Aepophilidae.

## Merkmale
Bei Aepophilus bonnairei handelt es sich um eine winzige Wanzenart mit einer Körperlänge von nur wenig mehr als 2 Millimetern mit gelblichbrauner Färbung. Der Kopf ist vorgestreckt, der Clypeus von oben sichtbar. Er trägt kleine Komplexaugen mit weniger als 50 Ommatidien, von den Ocellen sind nur winzige Rudimente erhalten. Wangenplatten (Bucculae) fehlen. Das Labium des Saugrüssels ist langgestreckt und viergliedrig. Die Vorderflügel (Hemielytren) sind zu kleinen, dreieckigen und schuppenförmigen Rudimenten zurückgebildet, Hinterflügel fehlen ganz. Auch das Scutellum ist zu einem schmalen Saum reduziert. Pronotum, Scutellum und Flügelrudimente sind mit einer sehr dichten und feinen, verzweigten Behaarung überzogen, die beim untergetauchten Tier ein Luftpolster festhält und als Plastron wirkt. Kopf und Hinterleib sind länger seidig behaart. Die Tarsen sind dreigliedrig, das erste Glied sehr kurz. Der Hinterleib besteht aus 10 Segmenten. Das Tergum des ersten ist mit dem zweiten verschmolzen, Terga des zweiten bis achten Segments sind in ein zentrales Tergit und zwei seitliche Paratergite geteilt.

## Verbreitung
Die Art lebt an den Küsten von Irland, Südwest-England und Wales, der Niederlande, der nordfranzösischen Atlantik- und Kanalküste sowie den Atlantikküsten Spaniens und Portugals. Ein Vorkommen in Marokko wird angegeben, ist aber nicht gesichert.

## Lebensweise
Aepophilus bonnairei lebt ausschließlich in der Gezeitenzone (Intertidal) der Meeresküste, oft zwischen Fucus-Vorkommen. Sie wird in Rissen und Spalten von Felsküsten sowie unter Steinen gefunden, die in Sand oder Schlick eingebettet sind. Sie ernährt sich räuberisch. Im Freiland und im Labor wurde Saugen an Anneliden beobachtet.
Der Lebenszyklus der Art ist schlecht erforscht. Im Labor wurden Larvenstadien über mehrere Monate gehältert, so dass von einer relativ langsamen Entwicklung auszugehen ist. Es gibt Berichte, dass die Weibchen Eigelege bewachen.

## Taxonomie
Die Art wurde von Signoret zu Ehren ihres Entdeckers, Achille Bonnaire, benannt, der sie an der Küste der Île de Ré gefunden hatte. Nach morphologischen Untersuchungen bildet die Familie Aepophilidae die Schwestergruppe der Saldidae (Spring- oder Uferwanzen), in die sie von manchen Bearbeitern (als Unterfamilie Aepophilinae) mit einbezogen wird. Ursprünglich wurde eine Platzierung innerhalb der Gerromorpha (nahe verwandt mit den Mesoveliidae) oder eine Verwandtschaft mit den Cryptostemmatidae angenommen, dies gilt aber heute als unwahrscheinlich.